# Min Kyeong-ho
Pour les articles homonymes, voir Min.
Dans ce nom coréen, le nom de famille, Min, précède le nom personnel.
Min Kyeong-ho (né le 25 juillet 1996) est un coureur cycliste sud-coréen, qui participe à des compétitions sur route et sur piste. Il évolue au sein de l'équipe Seoul depuis 2016.

## Palmarès sur piste

### Championnats du monde
- Pruszków 2019
  - 15e de la poursuite par équipe[1]
  - 21e de la poursuite individuelle

### Championnats d'Asie
- Izu 2016
  -  Champion d'Asie de la course aux points
  -  Médaillé de bronze de la poursuite individuelle
  -  Médaillé de bronze de la poursuite par équipes
- New Dehli 2017
  -  Médaillé d'argent de la poursuite par équipes
- Nilai 2018
  -  Médaillé d'argent de la poursuite individuelle
  -  Médaillé d'argent de la poursuite par équipes
- Jakarta 2019
  -  Champion d'Asie de poursuite individuelle
  -  Champion d'Asie de poursuite par équipes (avec Im Jae-yeon, Kim Ok-cheol, Shin Don-gin)
- Jincheon 2020
  -  Médaillé d'argent de la poursuite par équipes
  -  Médaillé de bronze de la poursuite individuelle
- New Delhi 2022
  -  Médaillé d'argent de la poursuite par équipes
  -  Médaillé d'argent de l'américaine
- Nilai 2025
  -  Champion d'Asie de poursuite par équipes
  -  Médaillé de bronze de la poursuite individuelle

### Jeux asiatiques
- Hangzhou 2022
  -  Médaillée de bronze de la poursuite par équipes

### Championnats nationaux
- 2015
  - 3e du championnat de Corée du Sud de poursuite
- 2022
  - 3e du championnat de Corée du Sud de poursuite par équipes
- 2023
  - 3e du championnat de Corée du Sud de poursuite par équipes
- 2024
  - 3e du championnat de Corée du Sud de poursuite par équipes
- 2025
  - 3e du championnat de Corée du Sud de poursuite par équipes

## Palmarès sur route

### Par année
- 2017
  - Tour de Corée :
    - Classement général
    - 2e étape
- 2019
  -  Médaillé d'argent du championnat d'Asie du contre-la-montre par équipes
  - 2e du championnat de Corée du Sud du contre-la-montre
- 2020
  - 2e du championnat de Corée du Sud du contre-la-montre
- 2021
  - 2e du championnat de Corée du Sud du contre-la-montre
- 2022
  -  Champion de Corée du Sud du contre-la-montre
- 2023
  - 3e du championnat de Corée du Sud du contre-la-montre

### Classements mondiaux
| Année                                 | 2016  | 2017 | 2018  | 2019  | 2020  | 2021  | 2022  | 2023  | 2024  |
| ------------------------------------- | ----- | ---- | ----- | ----- | ----- | ----- | ----- | ----- | ----- |
| Classement mondial                    | 2364e | 508e | 1801e | 1060e | 1208e | 1607e | 1455e | 1822e | 2021e |
| UCI Asia Tour                         | 524e  | 43e  | 317e  | 55e   | 73e   | 93e   | 115e  | nc    | nc    |
|                                       |       |      |       |       |       |       |       |       |       |
| Légende : nc = non classéSource : UCI |       |      |       |       |       |       |       |       |       |